# Габрієль Аркан
Габріє́ль Арка́н (фр. Gabriel Arcand; нар. 4 червня 1949, Дешамбо-Грондін, Квебек, Канада) — канадський актор кіно та телебачення.

## Біографія
Габрієль Аркан народився 4 червня 1949 року в Дешамбо-Грондіні, Квебек, Канада. Він є молодшим братом кінорежисера Дені Аркана (нар. 25.6.1941). У кіно почав зніматися на початку 1970-х років, зігравши ролі майже у 50-ти кіно- та телефільмах.
За акторську майстерність Габрієль Аркан неодноразово був номінований та тричі здобув кінопремію Канадської академії кіно та телебачення: у 1985 року як найкращий актор (за роль Овідія Плуфа у фільмі «Злочин Овідія Плуфа») та у 2014 році («Аукціон»); у 1987-му — як найкращий актор другого плану у фільмі свого брата Дені Аркана «Занепад американської імперії».
У 2017 році за роль П'єра Лесажа у французько-канадському фільмі режисера Філіпа Льоре «Син Жана» Габрієль Аркан був номінований на здобуття французької національної кінопремії «Сезар» у категорії «Найкращий актор другого плану».

## Фільмографія (вибіркова)
| Рік       |    | Українська назва              | Оригінальна назва                  | Роль                 |
| --------- | -- | ----------------------------- | ---------------------------------- | -------------------- |
| 1972      | ф  | Прокляті гроші                | La maudite galette                 | Ті-бі                |
| 1973      | ф  |                               | Tu brûles... tu brûles...          | Габрієль             |
| 1973      | ф  | Режанна Падовані              | Réjeanne Padovani                  | Карло Феррара        |
| 1975      | ф  | Джина                         | Gina                               | ht;bcth              |
| 1975      | ф  | Стерв'ятники                  | Les vautours                       |                      |
| 1977      | ф  | Паніка                        | Panique                            |                      |
| 1979      | ф  | Побачимося в понеділок        | Au revoir à lundi                  | Джордж, бармен       |
| 1980      | ф  | Сюзанна                       | Suzanne                            | Жорж Лафлейм         |
| 1980      | ф  | Випадок Коффена               | L'affaire Coffin                   | Ален Куртемош        |
| 1981      | ф  | Сім'я Плуф                    | Les Plouffe                        | Овідій Плуф          |
| 1984      | ф  | Злочин Овідія Плуфа           | Le crime d'Ovide Plouffe           | Овідій Плуф          |
| 1985      | ф  | Агнеса божа                   | Agnes of God                       | монсеньйор           |
| 1986      | ф  | Занепад американської імперії | Le déclin de l'empire américain    | Маріо                |
| 1987      | ф  | Теплопровід                   | La ligne de chaleur                | Роберт Філіон        |
| 1988      | ф  | Двері, що обертаються         | Les portes tournantes              | Мадрігал Блодель     |
| 1989      | ф  | Повітря так собі              | L'air de rien                      | Тео                  |
| 1991      | ф  | Нелліган                      | Nelligan                           | батько провидиці     |
| 1994—1995 | с  | Легенди півночі               | Aventures dans le Grand Nord       | Ян Тору              |
| 1995      | тф | За любов Тома                 | Pour l'amour de Thomas             | Клод                 |
| 1999      | ф  | Великий змій світу            | Le grand serpent du monde          | мосьє                |
| 1999      | ф  | Посмертно                     | Post Mortem                        | Крістіан О'Браєн     |
| 2000      | с  | Тег                           | Tag                                | Демаре               |
| 2001      | ф  | Будинок з видом на море       | Una casa con vista al mar          | фотограф             |
| 2002      | ф  | Хаос і бажання                | La turbulence des fluides          | редактор             |
| 2003      | тф | Жан Мулен, французький роман  | Jean Moulin, une affaire française | Жорж Руа             |
| 2004      | ф  | Божевільне затишшя            | Folle embellie                     | Моїс                 |
| 2006      | ф  | Конгорама                     | Congorama                          | священик             |
| 2006      | ф  | Таємне життя щасливих людей   | La vie secrète des gens heureux    | професор архітектури |
| 2008      | тф | Мама у перукаря               | Maman est chez le coiffeur         | мосьє Муш            |
| 2012      | ф  | Каракара                      | Karakara                           |                      |
| 2013      | ф  | Аукціон                       | Le démantèlement                   | Габі Ґаньйон         |
| 2014      | с  | Брехня                        | Mensonges                          | Жан-Марк Бошма́       |
| 2014      | с  | Врятувати Беатріс             | Au secours de Béatrice             | Мосьє П.             |
| 2016      | ф  | Син Жана                      | Le fils de Jean                    | П'єр Лесаж           |

## Визнання
| Нагороди та номінації Габрієля Аркана | Нагороди та номінації Габрієля Аркана       | Нагороди та номінації Габрієля Аркана | Нагороди та номінації Габрієля Аркана |
| Рік                                   | Категорія                                   | Фільм                                 | Результат                             |
| ------------------------------------- | ------------------------------------------- | ------------------------------------- | ------------------------------------- |
| Премія «Джин»                         |                                             |                                       |                                       |
| 1981                                  | Найкраща акторська гра в ролі другого плану | Сюзанна                               | Номінація                             |
| 1982                                  | Найкраща акторська гра в головній ролі      | Сім'я Плуф                            | Номінація                             |
| 1985                                  | Найкраща акторська гра в головній ролі      | Злочин Овідія Плуфа                   | Перемога                              |
| 1987                                  | Найкраща акторська гра в ролі другого плану | Занепад американської імперії         | Перемога                              |
| 2000                                  | Найкраща акторська гра в головній ролі      | Посмертно                             | Номінація                             |
| 2000                                  | Найкраща акторська гра в ролі другого плану | Великий змій світу                    | Номінація                             |
| Премія «Жютра»                        |                                             |                                       |                                       |
| 2000                                  | Найкращий актор                             | Посмертно                             | Перемога                              |
| Туринський кінофестиваль              |                                             |                                       |                                       |
| 2013                                  | Приз журі найкращому акторові               | Аукціон                               | Перемога                              |
| Канадська кінопремія                  |                                             |                                       |                                       |
| 2014                                  | Найкраща гра актора в головній ролі         | Аукціон                               | Перемога                              |
| Премія «Сезар»                        |                                             |                                       |                                       |
| 2017                                  | «Найкращий актор другого плану»             | Син Жана                              | Номінація                             |